# San José Chinantequilla
San José Chinantequilla è una comunità che si trova nella regione Mixe dello stato di Oaxaca. Chinantequilla si trova nel comune di Totontepec Villa de Morelos.
Ha 463 abitanti e si trova a circa 1160 metri sul livello del mare, la città si trova in quella che è conosciuta come la zona nord Mixe alta.